# Mithiani
Mithiani (en ourdou : مٹہیانی ; en sindhi : مٺياڻي) est une ville pakistanaise située dans le district de Naushahro Feroze, dans le centre de la province du Sind. C'est la cinquième plus grande ville du district. Elle est située à près de 15 kilomètres à l'ouest de la ville de Naushahro Feroze.
La ville est considérée comme une zone urbaine pour la première fois en 2017 par les autorités de recensement, et la population s'établit alors à 30 392. Selon le recensement de 2023, la population de la ville monte à 31 936 habitants.